# یادرانکو پرلیچ
یادرانکو پرلیچ (کرواتی: Jadranko Prlić؛ زادهٔ ۱۰ ژوئن ۱۹۵۹) یک سیاست‌مدار اهل کرواسی است.وی از اوت ۱۹۹۲ تا اوت ۱۹۹۶ نخست‌وزیر جمهوری کروات بوسنی و هرزگوین بود.
وی توسط دادگاه بین‌المللی کیفری یوگسلاوی سابق به جنایت جنگی و پاکسازی قومی علیه مردم صرب و بوسنیایی متهم شد و در می ۲۰۱۳ به ۲۵ سال زندان محکوم شد.